# Farnakes II
Farnakes II (ur. 97 p.n.e., zm. 47 p.n.e.) – król Pontu z dynastii Mitrydatydów w latach 48-47 p.n.e., władca Państwa Bosporańskiego od 63 p.n.e. do 47 p.n.e.
Był synem króla Pontu, Mitrydatesa VI. Początkowo, z mianowania ojca, był jego namiestnikiem w Królestwie Bosporańskim. 
Podczas wojny Pontu z Pompejuszem zbuntował się przeciw ojcu, a po jego śmierci w 63 p.n.e. ogłosił kapitulację wobec Rzymu. Pomimo że wystąpił do zwycięskiego Pompejusza o przekazanie mu w nagrodę całego królestwa pontyjskiego, otrzymał od niego we władanie tylko Królestwo Bosporańskie i musiał uznać zwierzchnictwo rzymskie (jak się okazało – w zasadzie tylko nominalne) nad sobą. Pozostałe zdobycze rozdzielili Rzymianie pomiędzy swoich małoazjatyckich sojuszników. 
Rozgoryczony Farnakes nie pogodził się z takim rozwiązaniem i w 20 lat później, podczas wojny domowej w Rzymie, zajął Pont. W roku 48 p.n.e. pokonał pod Nikopolis w Armenii Mniejszej armię rzymską. Przegrał jednak kolejną wojnę z Rzymem, pokonał go Juliusz Cezar, w bitwie pod Zelą w 47 p.n.e., który o swoim zwycięstwie zawiadomił senat słowami "veni, vidi, vici" (łac. przybyłem, zobaczyłem, zwyciężyłem). 
Po klęsce Farnakes uciekł początkowo do Synopy, a następnie na Krym, gdzie wkrótce zginął w czasie walk z Asandrem, do niedawna swoim namiestnikiem.
Jego córką była Dynamis, władczyni Królestwa Bosporańskiego za zgodą Rzymu.